# Malisana
Malisana (Malisane in friulano) è l'unica frazione di Torviscosa in provincia di Udine.

## Origine del nome
L'origine del nome è molto incerta: l'ipotesi ritenuta più probabile è che si tratti di un prediale.

## Storia
Nel 169 a.C. Aquileia ottenne rinforzi dal Senato Romano per difendersi dagli attacchi provenienti da Carni e Istri, permettendo così a contadini e soldati di stabilirsi in quel territorio, costruendo mura e case, le cosiddette "Ville".
Si scrive per la prima volta di Malisana in un documento di Megenhardo de Malesan, che nel 1161 donò al monastero di Aquileia dei terreni in Mereto. In altri testi si parla di Varnerio di Malisana (1162) ed Enrico di Malisana, figlio di Megenhardo (nel 1174 e nel 1182-1184), quest'ultimo, ministeriale del marchese di Stiria, che donò tre servi e due masi al monastero di Aquileia.
Malisana, quindi, rimase per alcuni anni nelle mani dei de Malisan, i feudatari del luogo a cui succedettero i Caporiacco. Nel 1326 cominciò il dominio degli Strassoldo, primo dei quali fu Enrico di Strassoldo, che in quell'anno acquistò mezzo garrito, cinque masi e parte del mulino di Malisana, da Zanino Pampul di Craurole. Risulta che anche Francesco Savorgnan, nel 1363, comprò dei terreni a Malisana, compreso metà del bosco di Nogaredo.
Il 2 giugno del 1377, la giurisdizione di Malisana viene assegnata nuovamente agli Strassoldo dal Patriarca Marquardo; Strassoldo e Savorgnan, quindi, erano le famiglie che "lottavano" per il controllo di questa villa. Alla fine, il 6 aprile 1474 fu il luogotenente di Udine, Malipiero, incaricato dal doge, a decidere chi avrebbe avuto la giurisdizione di Malisana, e pare l'abbiano ottenuta gli Strassoldo.
Dopo la guerra tra Austria e Venezia, con la pace di Worms del 1520-1521, Malisana venne annessa alla Repubblica di Venezia, sotto la famiglia Strassoldo (XIV-XVIII secolo), mentre le Ville di Zuino e dei Fornelli divenivano parte dell'Impero austriaco con i Savorgnan, che in queste zone vennero chiamati "Savorgnan del Torre". Il Marchese Antonio Savorgnan, bonificò i territori paludosi nei pressi di Malisana e Torre di Zuino nel 1690, costruendo vie più agibili e canali, rendendo migliore la vita delle 200 persone che abitavano quelle zone paludose, resa difficile dalla malaria e da altre malattie endemiche.
Malisana rimase veneta per due secoli, dopo il XVIII secolo venne prima conquistata da Napoleone, che la fece entrare nel Comune di San Giorgio di Nogaro, e poi dall'Austria (Lombardo-Veneto); la città divenne italiana nel 1866, quando si realizzò l'Unità d'Italia.
Solo nel  1940 Malisana entra nel Comune di Torviscosa, fondato in quell'anno.

## La Chiesa dell'Immacolata Concezione

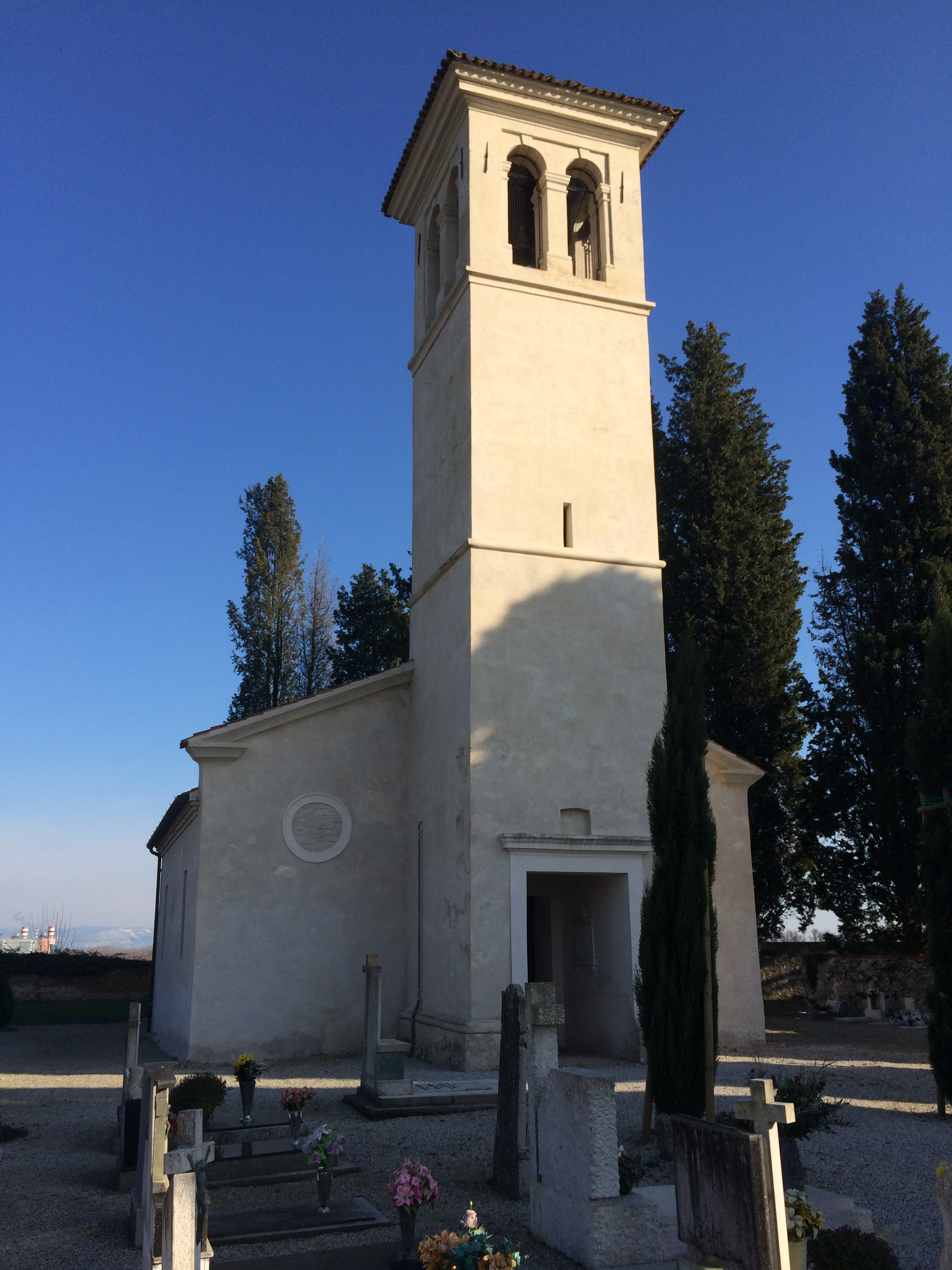
Chiesa dell'Immacolata Concezione

Molto interessante, a Malisana, è la chiesetta del cimitero, probabilmente di origini protoromaniche (VI-VII secolo) e dedicata inizialmente ai Santi Pietro e Paolo, ma ora all'Immacolata Concezione. 
Dal Trecento al Quattrocento, divenne inizialmente aula culturale, poi vi fu aggiunto il campanile a vela e l'abside di forma circolare che, dopo una ristrutturazione, probabilmente nel 1485, diventò semi-circolare.
All'interno, nel coro gotico, si conservano affreschi attribuiti a Giovanni de Cramariis (sec. XV) e Gianfrancesco da Tolmezzo, l'altare è retto da un rocchio di colonna dorica con una lastra di pietra. Nel 1555 la chiesetta divenne parrocchia, staccandosi dalla pieve di Porpetto, il primo parroco fu Don Giovanni Battista, anche se lo stesso anno lasciò il suo posto a Francesco Quintavalle.
Durante gli ultimi decenni del Settecento, per soddisfare l'esigenza di avere un luogo sacro più agibile e più vicino, da parte dei sempre più numerosi abitanti, Malisana ottenne dall'Arcivescovo di Udine il permesso di ingrandire la già presente Cappella; questa, dopo il 1908 raggiunse la forma attuale, mentre il campanile era già stato costruito nel 1890.